# Papiros de Heqanajt

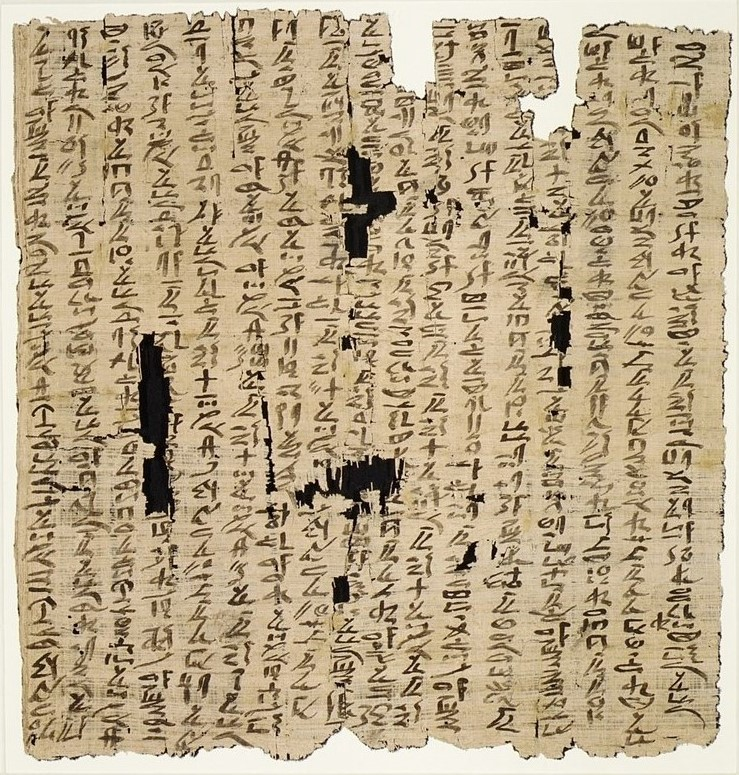
Uno de los papiros de Heqanajt (MM 22.3.516), actualmente en el Museo Metropolitano de Arte, Nueva York.

Los papiros de Heqanajt o cartas de Heqanajt (también a veces, Hekanajt) son un grupo de papiros que datan de principios del Imperio Medio del Antiguo Egipto que se encontraron en el complejo de la tumba TT315 de Ipi. Su hallazgo se ubicó en la cámara funeraria de una tumba subsidiaria, la de un sirviente llamado Meseh, que estaba en el lado derecho del patio de ese complejo funerario. Se cree que los papiros se mezclaron accidentalmente con los escombros que se usaron para formar una rampa para trasladar el ataúd de Meseh hacia la cámara.
Los papiros contienen cartas y relatos escritos por (o en nombre de) Heqanajt, un servidor del ka de Ipi. El mismo Heqanajt se vio obligado a permanecer en el área de Tebas (probablemente debido a sus responsabilidades en la necrópolis), y así escribió cartas a su familia, probablemente ubicada en algún lugar cerca de la capital de Egipto en ese momento, cerca de Fayún. Estas cartas y relatos se perdieron de alguna manera y, por tanto, se conservaron. La importancia de los documentos es que brindan una información rara y valiosa sobre la vida de los miembros comunes de la clase media alta de Egipto durante este período.

## Estudios
Estos papiros han sido publicados y discutidos múltiples veces. Cerny y Baer se detuvieron en temas económicos y sociales, relacionados con la tenencia de la tierra, la propiedad de la tierra, las unidades monetarias y temas similares. Silver discutió los aspectos macro y micro de los salarios en materias primas pagados a los trabajadores y otras transacciones monetarias de productos básicos citadas en los documentos de Heqanajt. James y Allen prepararon traducciones completas con comentarios, mientras que Wente ofreció las traducciones. Estos materiales permitieron comprender tanto las disputas domésticas como la gestión del hogar durante ese tiempo.

## Significado
En el sistema monetario en el momento de la creación de los papiros, la renta y los impuestos se pagaban generalmente (pero no invariablemente) al faraón en grano. Por ejemplo, el texto informa:

Además, 15 sacos de farro están en posesión de Nenek-su (nnk-sw) en Hut-haa (Hw.t-hAA) y 13 (¿sacos?) y 5 (¿fanegas?) de cebada del Bajo Egipto están en la posesión de Ipi el Joven (jpj-Xrd) en Yusebek (íw-sbk). Lo que está en posesión de Ipi (ípí) hijo de Neher (nHr) en Sepat-mat (spA.t-mA.t) (asciende a) 20 (sacos de) farro y (en posesión de) su hermano Desher (dSr) 3 (sacos). El total son 38 (sacos de farro y) 13 (sacos) y 5 (¿fanegas?) (de cebada del Bajo Egipto). Con respecto a cualquiera que me dé aceite en pago, me dará 1 hbn.t-jar por 2 (sacos) de cebada del Bajo Egipto o por 3 (sacos) de farro.

En términos de la comprensión de lo que uno llamaría 'dinero', Heqanajt claramente calculó los valores en grano (particularmente cebada). Sin embargo, pudo convertir esto sin dificultad en valores equivalentes en aceite, telas o cobre. Esperaba y ofrecía pagos en diferentes productos básicos. Sin embargo, para fines generales, solo valoraba la cebada nueva y estaba perfectamente dispuesto a facilitar raciones escasas a su familia, con la esperanza de obtener ganancias (como señala Baer). Por otro lado, una vez que se superó una escasez temporal, no consideró que el grano fuera particularmente valioso: su valor de uso era nulo cuando la familia estaba alimentada y su valor de cambio no existía cuando su familia necesitaba ser alimentada. Por ejemplo:

Registro de los ingresos del hogar: Ipi (ípí) y su sirvienta 8 (heqat), Hetepet (Htp.t) y su sirvienta 8 (heqat), Najt (nxt) el hijo de Heti (Ht) junto con sus dependientes, 8 (heqat), Merisu (mr.sw) y sus dependientes 8 (heqat), Sahathor (zA-Hwt-Hr) 8 (heqat), Sanebnut (ZA-nb-n'.t) 7 (heqat), Anpu (ínp) 4 (heqat), Snefru (snfr.w) 4 (heqat), Sa-inut (zA-jnw.t) 4 (heqat), Mai-sa-hetepet (may-zA-Htp.t) 5 (heqat), Nofret (nfr.t) 3½ (heqat), Satwerut (zA.t-wr.wt) (?) 2 (heqat): Total 79½ (heqat).

Los papiros también son importantes para el estudio del pensamiento económico antiguo, la contabilidad y la historia de las fracciones egipcias y la multiplicación y división egipcias. La tablillas de madera Ajmim, el rollo de cuero de matemática egipcia, la tablilla 2/n del papiro matemático Rhind, el papiro matemático Rhind, el papiro Ebers y otros textos matemáticos registraron los totales de fracciones egipcias esperadas y observadas. Los totales se escribieron en cocientes y unidades de resto con/sin escala. Un metacontexto del sistema de pesos y medidas del Imperio Medio habría empoderado a uno de los primeros sistemas monetarios del Antiguo Próximo Oriente. La economía egipcia podía verificar dos veces sus elementos de gestión mediante el uso de contabilidad de partida doble y unidades de pesos y medidas teóricas o abstractas.